# Fairbank, Arizona
Fairbank är en övergiven stad, så kallad spökstad, i Cochise County i Arizona, USA. Staden ligger nära San Pedro River. Den första bosättningen vid stadens nuvarande plats tillkom år 1881. Staden var den närmaste  järnvägsförbindelsen till gruvstaden Tombstone vilket gav den en viktig roll i utvecklingen av sydöstra Arizona. Staden döptes efter N. K. Fairbank som var en stor investerare i järnvägen förbi Fairbank.

## Historia

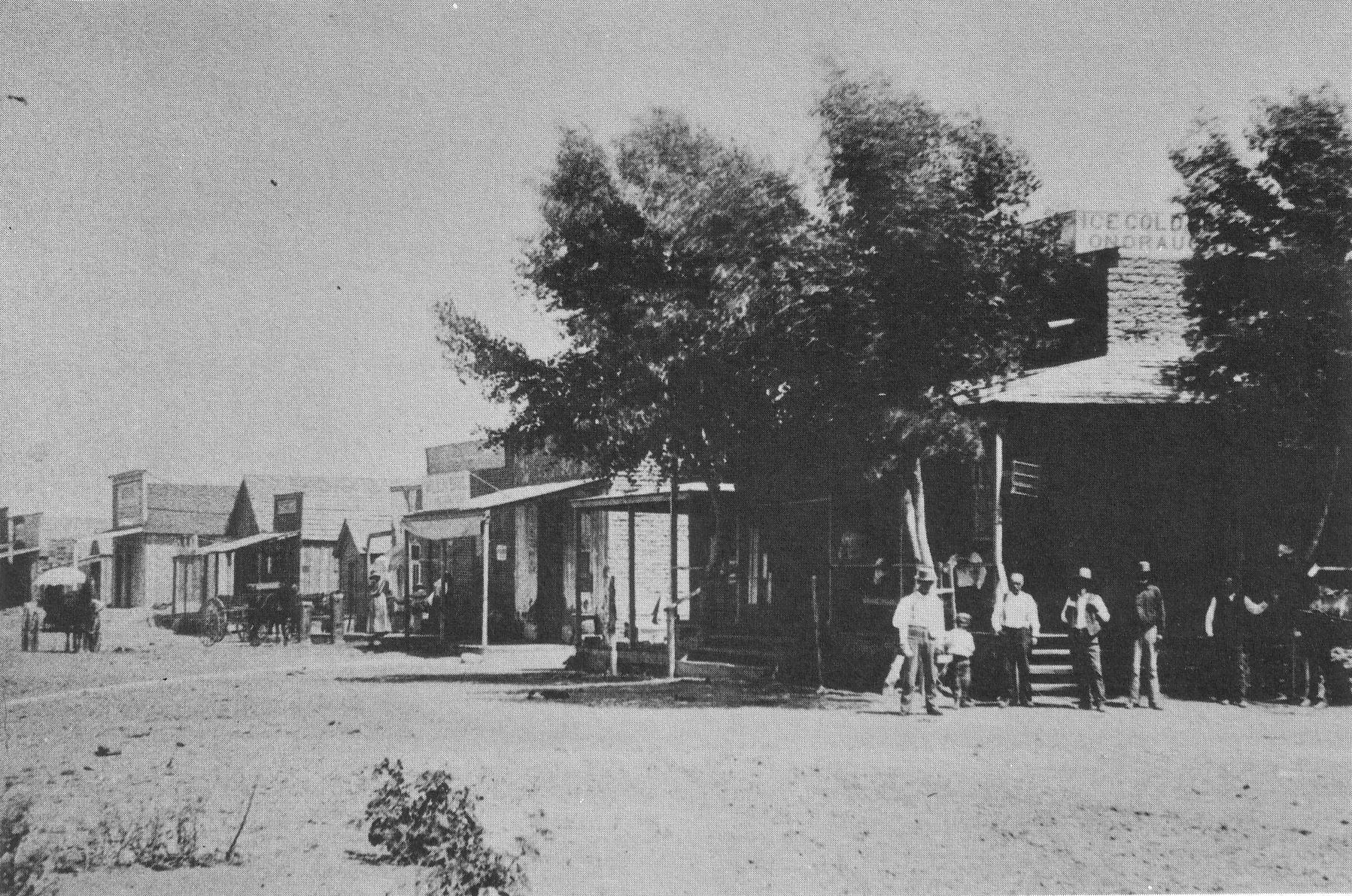
Fairbank cirka 1890.

Från början fanns inget på platsen förutom ett järnvägsspår. Vid 1881 började dock människor bosätta sig här och staden utvecklades vidare när järnvägsstationen byggdes 1882. Staden fick officiellt namnet "Fairbank" den 16 maj 1883. Samma dag öppnade postkontoret i staden. Denna dag ses som den dag då Fairbank grundades.